# Edmond Ténoudji
Zebouloune Sadok Cohen Ténoudji, dit Edmond Ténoudji, est un producteur de cinéma algéro-français, né le 22 juin 1902 à Constantine (Algérie française) et mort le 28 avril 1986 à Paris.

## Biographie
Edmond Ténoudji naît sous le nom d'état-civil Zebouloune Sadok Cohen Ténoudji en 1902 à Constantine, en Algérie française.

Logo de sa société de production et distribution Les Films Marceau.

Il contrôle la société de production et de distribution Les Films Marceau, active dans l'après-guerre. Il est également impliqué dans la société Cocinor après sa fusion avec Les Films Marceau le 28 mars 1974 pour devenir la société Marceau Cocinor. En 1965, il fait partie du jury du Festival de Cannes,.
Sa petite-fille, Laura Tenoudji, est journaliste.

## Filmographie
- 1951 : La Rose rouge de Marcel Pagliero
- 1951 : Une fille à croquer de Raoul André
- 1951 : Ombre et Lumière (Le massaggiatrici) d'Henri Calef
- 1951 : La Maison Bonnadieu de Carlo Rim
- 1951 : La Table-aux-crevés de Henri Verneuil
- 1951 : Le Désir et l'Amour de Henri Decoin
- 1953 : Au diable la vertu de Jean Laviron
- 1954 : Boum sur Paris de Maurice de Canonge
- 1954 : Huis clos de Jacqueline Audry
- 1955 : Interdit de séjour de Maurice de Canonge
- 1955 : Les Mauvaises Rencontres d'Alexandre Astruc
- 1956 : Cela s'appelle l'aurore de Luis Buñuel
- 1956 : Les Possédées de Charles Brabant
- 1957 : Jusqu'au dernier de Pierre Billon
- 1959 : Les Liaisons dangereuses 1960 de Roger Vadim
- 1959 : Le Petit Prof de Carlo Rim
- 1960 : Recours en grâce de László Benedek
- 1960 : La Proie pour l'ombre d'Alexandre Astruc
- 1961 : Les croulants se portent bien de Jean Boyer
- 1961 : Le Jeu de la vérité de Robert Hossein
- 1963 : Une femme est passée (Nunca pasa nada) de Juan Antonio Bardem
- 1963 : Le commissaire mène l'enquête de Fabien Collin
- 1964 : Agent spécial à Venise d'André Versini
- 1965 : L'Or du duc de Jacques Baratier
- 1965 : Train d'enfer de Gilles Grangier
- 1966 : La Curée de Roger Vadim
- 1967 : Mon amour, mon amour de Nadine Trintignant
- 1969 : Le Spécialiste (Gli specialisti) de Sergio Corbucci
- 1972 : Pas folle la guêpe de Jean Delannoy
- 1973 : Un officier de police sans importance (Requiem per un commissario di polizia) de Jean Larriaga
- 1981 : Passion d'amour (Passione d'amore) d'Ettore Scola